# Ferme bressane de Tenarre
Pour l’article homonyme, voir Tenarre.
La ferme bressane de Tenarre est une ferme située sur le territoire de la commune de Baudrières dans le département français de Saône-et-Loire et la région Bourgogne-Franche-Comté.

## Historique
Elle fait l'objet d'une inscription au titre des monuments historiques depuis le 7 mars 1990.